# モナコ

モナコ公国
Principauté de Monaco

国の標語：Deo Juvante
（ラテン語：我、神のご加護と共にあらん）
国歌：Hymne Monégasque（フランス語）
モナコ国歌

1. 
2. 
3. 
4. 

モナコ公国（モナコこうこく、プランシポテ・ドゥ・モナコ、フランス語: Principauté de Monaco）、モナコ（Monaco）は、イタリアのリグーリア州に隣接するコート・ダジュールに位置する西ヨーロッパの主権都市国家、ミニ国家である。北、東、西はフランスと国境を接し、南は地中海に面している。

## 概要
世界で上位に入るほど物価が高く、裕福な場所のひとつとして広く知られている。公用語はフランス語であるが、モナコ語（リグリア語の方言）、イタリア語、英語も話されており、多くの人が理解している。
面積は2.1 km2 (0.81 sq mi)で、バチカン市国に次いで世界で2番目に小さい主権国家であるが、1平方キロメートルあたりの人口が19,009人であることから、世界で最も人口密度の高い主権国家となっている。モナコの陸地の境界線は5.47km、海岸線は約3.83kmで、その幅は1,700〜349mの間である。国内で最も高い場所は、レ・レヴォワール区のモント・アゲルの斜面にあるシュマン・デ・レヴォワールと名付けられた細い小道で、海抜は161mである。
公国はイタリアとの国境から約15kmに位置している。最も人口の多い区はラルボット/バス・ムーラン区で、2008年時の人口は5,443人である。埋め立てにより、モナコの国土は20％拡大した。2005年の面積はわずか1.974平方キロメートルであった。
モナコ公国はアルベール2世を国家元首とする立憲君主制を採用している。アルベール2世は立憲君主であるが、絶大な政治力を持っており、国務大臣が政府の長になる。国務大臣にはモナコ人とフランス人が就くことができ、君主は任命の前にフランス政府に相談する。1297年以来、グリマルディ家が一時的に中断しながらモナコを統治してきた。モナコの主権は、1861年の仏・モネガスク条約によって正式に認められ、1993年には国連の正式な投票権を持つ国となった。モナコの独立性と独立した外交政策にもかかわらず、その防衛はフランスの責任である。しかし、モナコは2つの小さな軍隊を保持している。
19世紀後半、モナコ初のカジノであるモンテカルロ・カジノがオープンし、パリとの鉄道も開通したことで、経済発展が加速した。その後も、温暖な気候や景観、ギャンブル施設の充実などから、観光地や富裕層の保養地としての地位を確立してきた。
近年では主要な銀行の中心地となり、サービス業や小規模で高付加価値の無公害産業に経済の多様化を図っている。モナコは所得税がなく、事業税も低く、タックス・ヘイヴンとして有名である。居住者の30％以上がミリオネアで、2018年には不動産価格が1平方メートルあたり10万ユーロ（14万2,000ドル）に達している。モナコは正式には欧州連合（EU）の一員ではないが、税関や国境管理など、EUの一部の政策に参加している。フランスとの関係から、モナコは唯一の通貨としてユーロを使用しているが、それ以前はモネガスク・フランを使用していた。モナコは2004年に欧州評議会に加盟し、フランコフォニー国際機関（OIF）にも加盟している。
F1グランプリの原型の一つであるストリートサーキットのモーターレース、モナコグランプリが毎年開催されている。フランス・リーグ・アンに所属するサッカーのクラブチームASモナコがあり、これまでに通算8度のリーグ優勝に輝いている。海洋保護の研究の中心地であるモナコには、世界で初めて保護された海洋生息地のひとつ、海洋博物館、国連組織の中で唯一の海洋研究所である国際原子力機関環境研究所がある。

### 国名の由来
モナコという地名は、現在のモナコの近隣に6世紀にあったポカイア人の入植地の名に由来する。その地はギリシャ語で「一軒家」を意味する Μόνοικος Monoikos の名で呼ばれていた。ギリシア神話では、ヘラクレスが現在のモナコの地を通りかかり土地の神々を退散させたとあり、それにちなんで1つの神殿が作られた。その1つの神殿が「一軒家」に転じ、地名が生じた。

## 歴史

### 17世紀まで

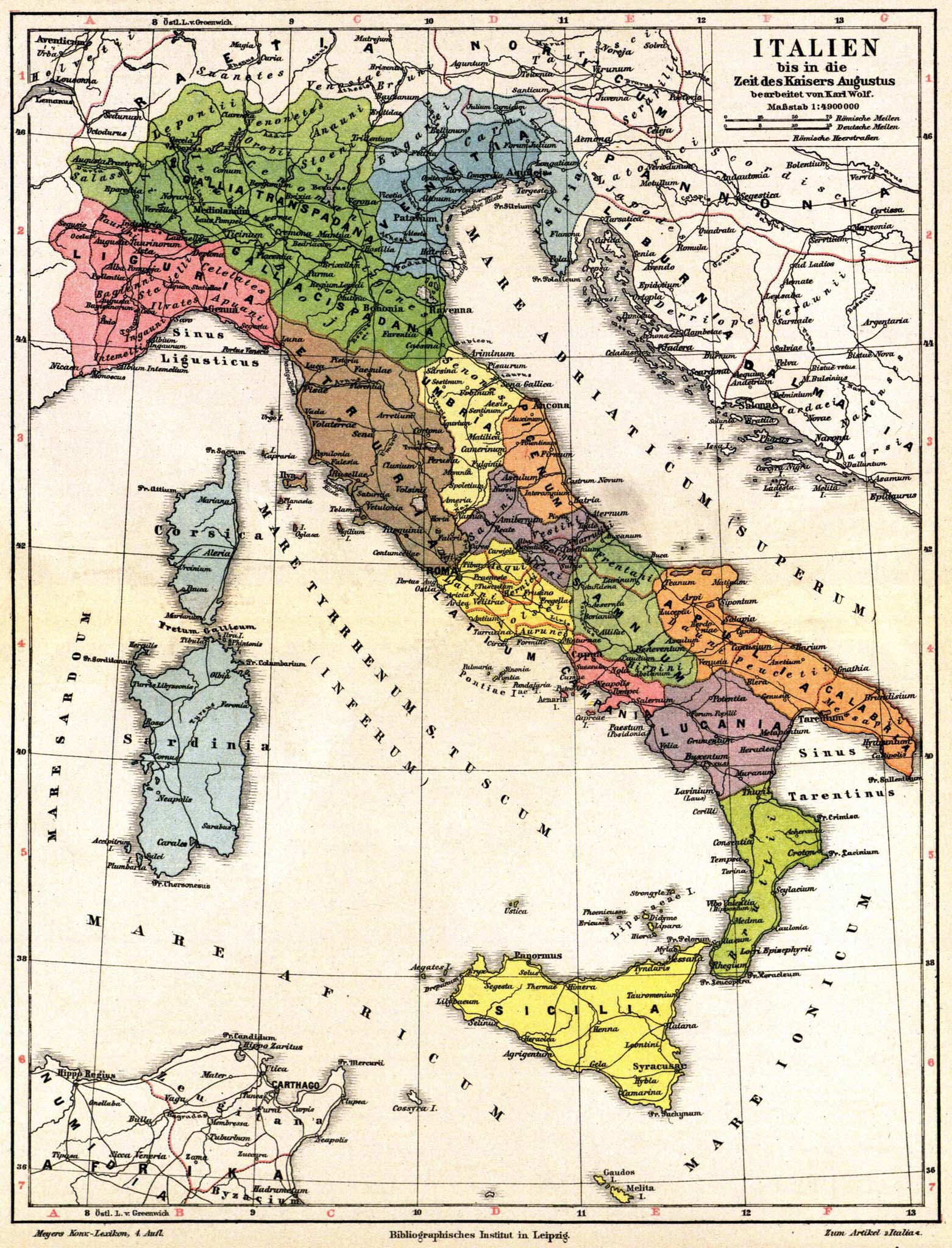
モナコ イタリア本土 (古代ローマ) 紀元前1世紀.

モナコ ジェノヴァ共和国, イタリア 1494.

モナコ ジェノヴァ共和国, イタリア 1796.

フランスの侵攻 1860.

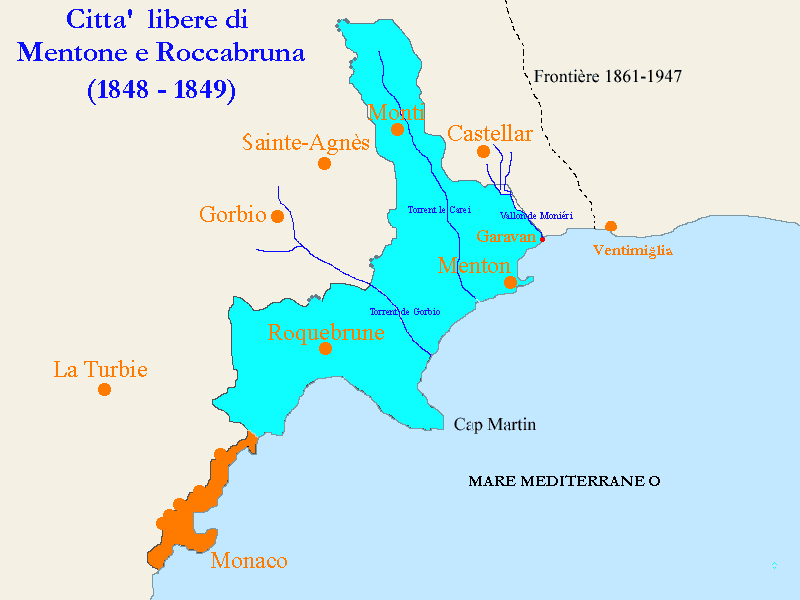
青がマントンとロクブリュヌ、1860年のトリノ条約で分離独立した。オレンジが現在のモナコ。

神聖ローマ皇帝ハインリヒ6世から1191年にこの土地を与えられたジェノヴァ共和国は、1228年に現在のモナコを建設した。1297年、ギベリン（皇帝派）に占領されていたモナコの要塞に、フランシスコ会の修道士姿に変装し法衣の下に武装して侵入したフランソワ・グリマルディらは、要塞の占拠に成功した。グリマルディは、現在のモナコ公家であるグリマルディ家の始祖である。そのため、グリマルディは、「狡猾な男」とあだ名される。1419年、グリマルディ家はアラゴン王国からモナコを購入し、正式な支配者となる。1528年、アンドレア・ドーリアがジェノヴァの貴族層と庶民層の合体を企て、そのために政権を特定の28氏族へ集中させた。グリマルディ家はその一つに数えられた。また、1612年から prince の称号を自称し始めた。オノレ2世の時代にはフランス王ルイ13世の保護下に入ることでスペイン（アラゴン王国の後身）の支配を抜け出し、歴代のモナコ公は独立君主であると同時にフランス王の臣下（ヴァランティノワ公爵）として宮廷で高い地位を占めた。

### 18 - 19世紀
1793年、フランス革命軍がモナコを占領・併合した。1814年までモナコはフランス第一帝政の直接支配下におかれた。1815年に催されたウィーン会議の結果、モナコはサルデーニャ王国の保護下に入った。サルデーニャはジェノヴァの後継である。
1858年のプロンビエールの密約で、サルデーニャは、イタリア統一運動をフランスに支援してもらう代償として、1860年にはサヴォワ（サヴォワ県とオート＝サヴォワ県）とニース伯領（アルプ＝マリティーム県）をフランスに割譲する。モナコ公の課す重税に倦み、サルデーニャへの併合を希望するマントンとロクブリュヌは、モナコからの独立を宣言する。
シャルル3世は1861年、フランス・モナコ保護友好条約を締結、領土の95%にあたるマントンとロクブリュヌをフランスに売却し、見返りにモナコ公国の主権を回復した。

### 20世紀
1911年、憲法を制定したことで立憲君主制となるも、モナコ大公は依然として絶対君主として振る舞い、アルベール1世はすぐに憲法を停止した。第一次世界大戦が勃発すると大公子ルイ（後のルイ2世）はフランス陸軍に志願、軍功をあげ将軍に上り詰めた。1918年、保護友好条約を再締結、フランスの保護国となった。ヴェルサイユ条約などの第一次世界大戦の講和条約においては、この条約を各国が承認する規定が設けられている。1922年、ルイ2世が即位する。モナコを文化・観光都市にする試みを続け、モナコ・グランプリの開催、ASモナコの創設などを行った。
第二次世界大戦中の1943年にイタリア軍がモナコを占領し、ファシスト政権を樹立した。ベニート・ムッソリーニの政権が崩壊すると、今度はナチス・ドイツのドイツ国防軍が占領した。ドイツは同地でもユダヤ人の迫害を行った。
ルイが1949年に死去すると、孫のレーニエ3世が即位した。1956年にはハリウッド女優のグレース・ケリーと結婚した。1962年、新憲法を制定した。この憲法で死刑が廃止され、女性参政権が実現し、また最高裁判所が設置された。1993年にモナコは国際連合に加盟した。

### 21世紀
2005年、レーニエ3世が死去し、息子のアルベール2世が即位した。同年12月、フランス・モナコ友好協力条約を締結した。この条約は、グリマルディ家に跡継ぎがなくなっても公国は将来も存続することをフランスが保証する代わりに、モナコの防衛は今後もフランス軍が行うことを骨子としている。また、モナコの自主的外交における制限が緩和され、外国と国交を結ぶ際のフランスによる事前同意が不要になった。

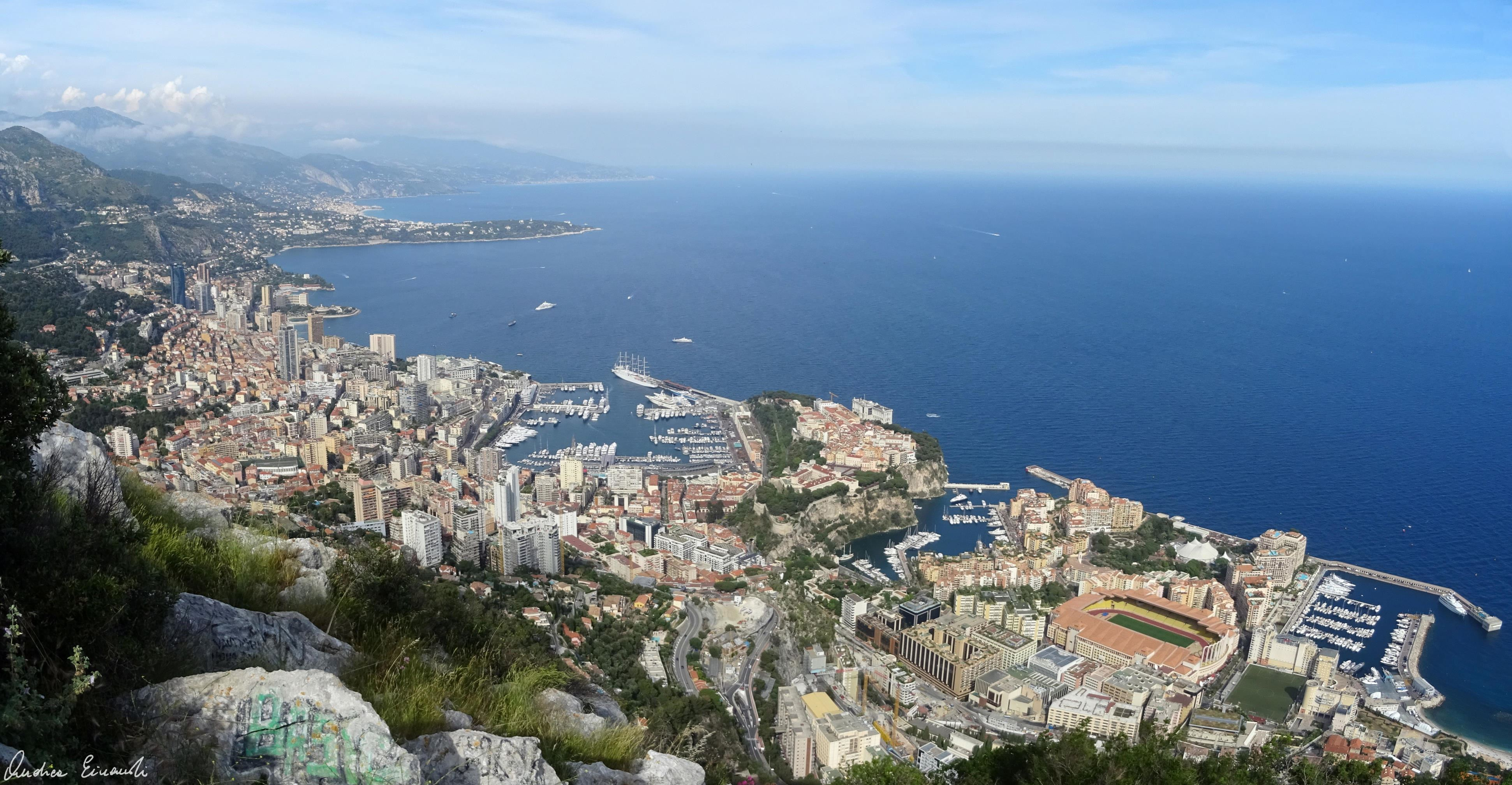
モナコ全景（2017年）

## 政治

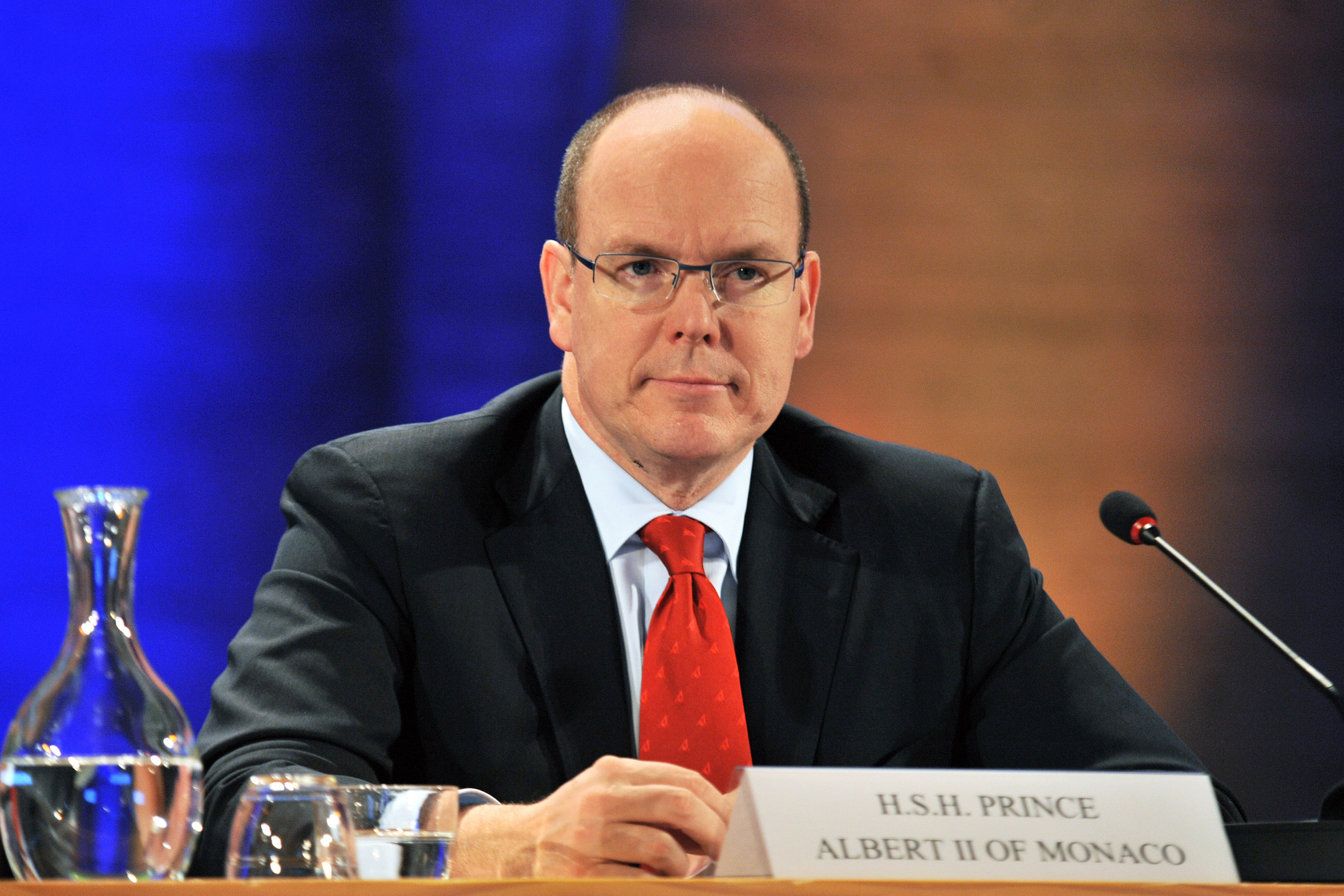
アルベール2世（2010年）

政体はグリマルディ家が世襲する大公（公、プランス）を元首とする立憲君主制である。「公国」ながら日本ではしばしば元首を「大公」と呼ぶ背景は「公国」の概要の項目を参照。なお、1918年にフランスと結ばれた条約からモナコはフランスにより保護的な一定の主権の制限を受け、外交・軍事はフランスが責任を持っていた。この条約により、モナコ大公の即位継承にはフランスの同意が必要となり、また大公家が断絶した場合はフランスに編入されることになっていた。
その後、2005年の新条約ではフランスとの特別な協調関係は維持するが、外交面での制限が緩和され、大公家が断絶してもモナコ公国の存続を保証した。

### 行政
元首である大公のもとに、首相に相当する「国務大臣」が任命されて政府を組織する。「国務大臣」の下に、対外関係省、財務経済省、内務省、社会厚生省、設備・環境・都市開発省をそれぞれ所掌する5名の「政府顧問」が置かれており、これが他国での大臣に相当する。

## 国際・外交関係
外交面では従来、モナコが他国と外交関係を結ぶ際にはフランスの事前同意が必要と定められていた。日本政府はこれをフランスとの条約とも併せて「国家主権の制限」と看做し、長らく正式な国交は樹立されなかったが、代わりにモナコ「名誉総領事館」（総領事館ではない）が、1973年に東京（東京都千代田区）に設置された。
外交に関するフランスとの規定は2005年の条約で改められ、フランスの事前同意が無くても国交を結べるようになり、日本とモナコの間でも2006年12月14日に外交関係が樹立され、2007年に駐フランス日本大使がモナコを兼轄することとなった。なお、モナコ国内に大使館はない。それまではモナコは、日本政府が承認している国の中で唯一、外交関係を有していない国だった。一方、モナコも日本を担当する大使を任命しているが、本国駐在であり、日本国内に大使館は置かれていない。
モナコは1993年に国連へ加盟しており、現在も国連と積極的に関わっている国の代表として認知されている。また2004年10月4日付で欧州評議会へ加盟している。欧州連合（EU）の加盟国ではないものの、フランスとの関税同盟および公式の通貨としてのユーロを通じて、EUの経済機構と密接な関連性を持ち合わせている。
国際水路機関（IHO）がモナコに本部を設置している。
・在留日本人数111人（2021年10月時点）

### 通商関係
モナコは、1963年5月13日の関税条約によりフランスと関税同盟の関係にあり、EU関税法第3条第2項(a)の規定によりEUの加盟国ではないがEUの関税領域となっており、フランスとの境界に税関は存在しない。日本・EU経済連携協定第1･3条3の「欧州連合の関税領域の区域であって１の規定の対象でないもの並びに附属書3-E及び附属書3-Fに規定する区域についても適用する」に基づき、モナコ産品について、日本は日本・EU経済連携協定に基づくEPA税率を適用する。

## 軍事
軍事面では、フランスが領土防衛の責任を持つ。モナコは大公銃騎兵中隊を有しているが、事実上警備・儀仗部隊であり、他に消防隊も市民防衛の一環として銃の訓練は受ける。2005年締結の条約により、「緊急事態」を除きフランス軍の派兵にはモナコの同意ないし要請が必要となった。

## 地理

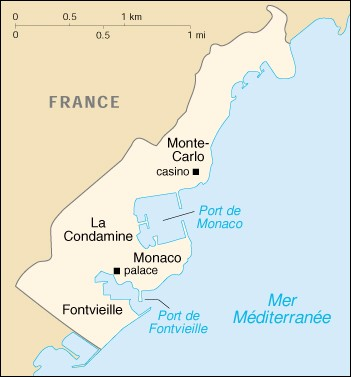
モナコの地図

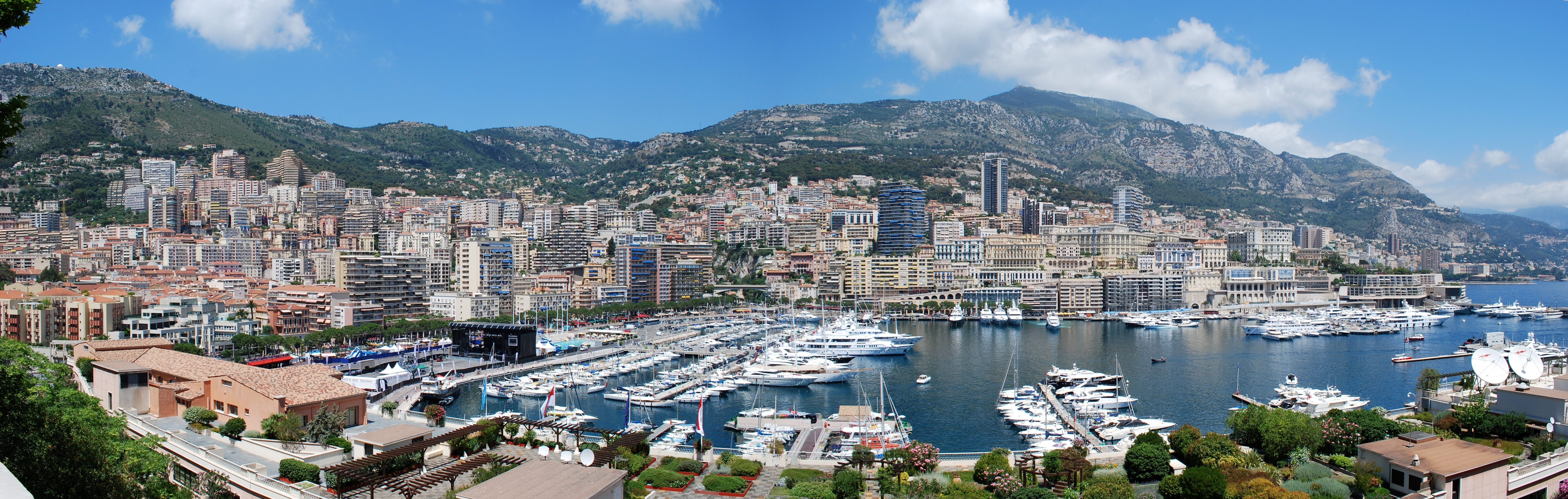
モンテカルロ全景

### 気候
ケッペンの気候区分では地中海性気候（Csa）に属する。夏は極端に暑くならず、冬は極端に寒くならない穏やかな気候で、降雪は10年に1度か2度しかなく非常に珍しい。
| モナコの気候           | モナコの気候 | モナコの気候 | モナコの気候 | モナコの気候 | モナコの気候 | モナコの気候 | モナコの気候 | モナコの気候 | モナコの気候 | モナコの気候 | モナコの気候  | モナコの気候 | モナコの気候   |
| 月                     | 1月          | 2月          | 3月          | 4月          | 5月          | 6月          | 7月          | 8月          | 9月          | 10月         | 11月          | 12月         | 年             |
| ---------------------- | ------------ | ------------ | ------------ | ------------ | ------------ | ------------ | ------------ | ------------ | ------------ | ------------ | ------------- | ------------ | -------------- |
| 平均最高気温 °C （°F） | 12.3 (54.1)  | 12.5 (54.5)  | 14.0 (57.2)  | 16.1 (61)    | 19.4 (66.9)  | 23.0 (73.4)  | 25.8 (78.4)  | 25.9 (78.6)  | 23.8 (74.8)  | 19.9 (67.8)  | 16.1 (61)     | 13.4 (56.1)  | 18.5 (65.3)    |
| 日平均気温 °C （°F）   | 10.2 (50.4)  | 10.4 (50.7)  | 11.8 (53.2)  | 13.9 (57)    | 17.1 (62.8)  | 20.8 (69.4)  | 23.5 (74.3)  | 23.7 (74.7)  | 21.6 (70.9)  | 17.8 (64)    | 14.0 (57.2)   | 11.4 (52.5)  | 16.4 (61.5)    |
| 平均最低気温 °C （°F） | 8.1 (46.6)   | 8.2 (46.8)   | 9.6 (49.3)   | 11.6 (52.9)  | 14.8 (58.6)  | 18.5 (65.3)  | 21.2 (70.2)  | 21.5 (70.7)  | 19.3 (66.7)  | 15.6 (60.1)  | 11.9 (53.4)   | 9.3 (48.7)   | 14.1 (57.4)    |
| 降水量 mm （inch）     | 82.7 (3.256) | 76.4 (3.008) | 70.5 (2.776) | 62.2 (2.449) | 48.6 (1.913) | 36.9 (1.453) | 15.6 (0.614) | 31.3 (1.232) | 54.4 (2.142) | 108.2 (4.26) | 104.2 (4.102) | 77.5 (3.051) | 768.5 (30.256) |
| 平均降水日数           | 6.8          | 6.4          | 6.1          | 6.3          | 5.2          | 4.1          | 1.9          | 3.1          | 4.0          | 5.8          | 7.0           | 6.0          | 62.7           |
| 平均月間日照時間       | 148.8        | 152.6        | 201.5        | 228.0        | 269.7        | 297.0        | 341.0        | 306.9        | 240.0        | 204.6        | 156.0         | 142.6        | 2,668.7        |
| 出典：Monaco website   |              |              |              |              |              |              |              |              |              |              |               |              |                |

## 地方行政区分

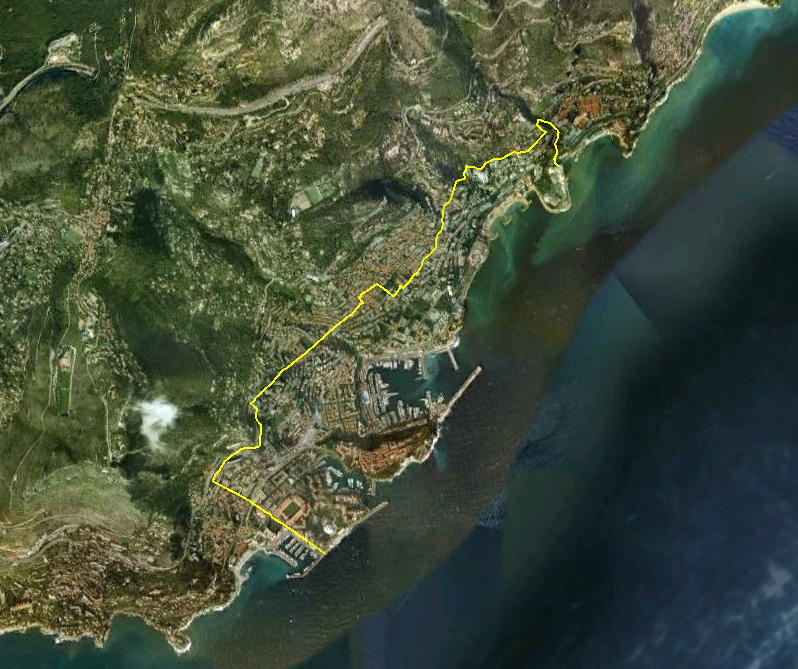
モナコの衛星写真

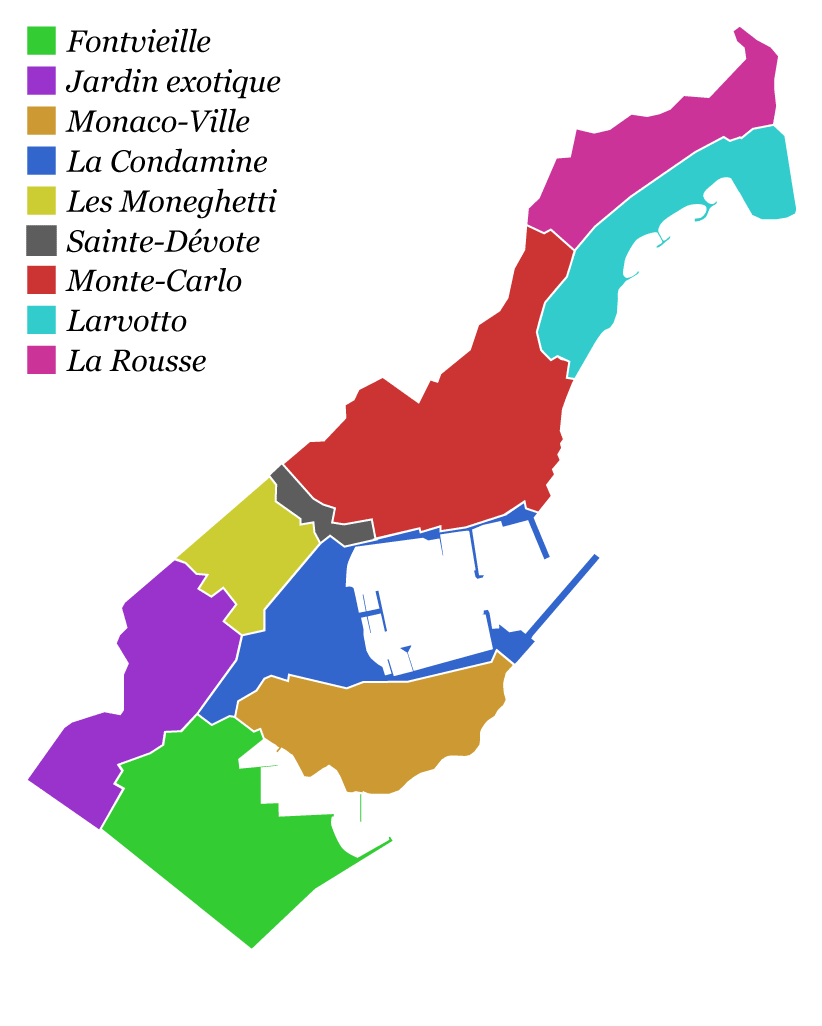
モナコの行政区画図

旧市街地と新市街地があり、世界的に見ても人口密度が高い。この点から都市計画が提案されており、計画は今も進められている。
市町村のような地方公共団体は存在しないが、4つの地区（カルティエ）に分けられている。このため、首都も厳密には存在しないが、モナコ市街区が事実上の首都に該当する。
- モナコ市街地区（宮殿・政府のある中心地区で、事実上の首都）
- モンテカルロ地区（カジノ・リゾート地区）
- ラ・コンダミーヌ地区（港湾地区）
- フォンヴェイユ地区（新興地区）

## 経済

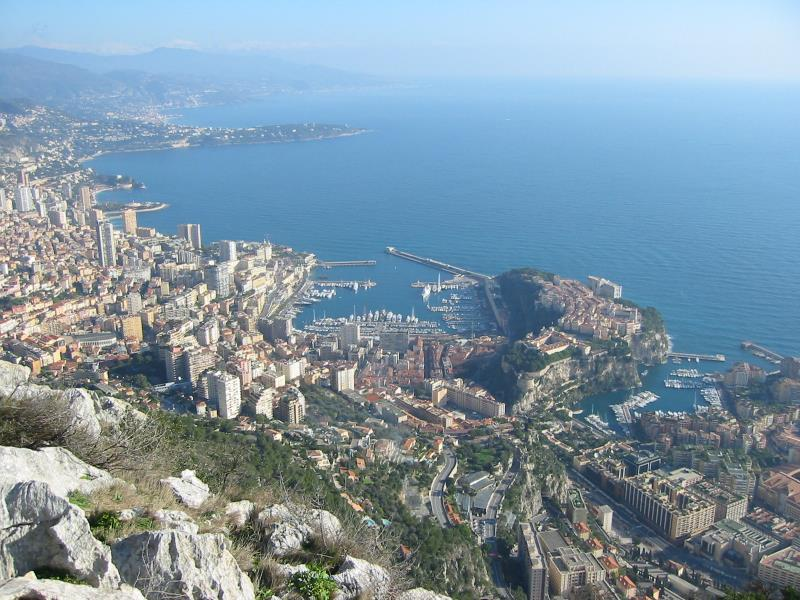
モナコ市街

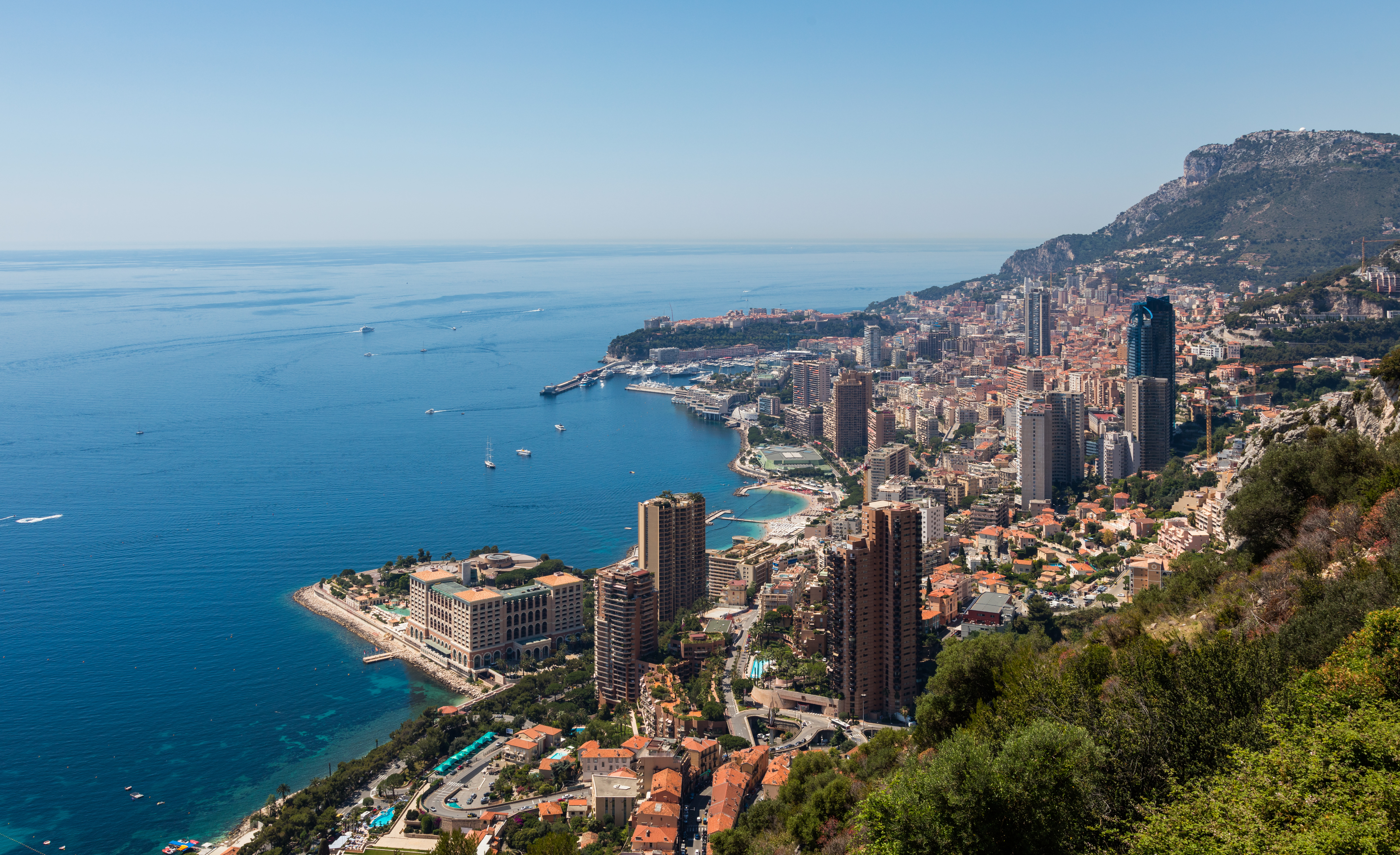
東側よりモンテカルロを眺める 2016年

モナコの人口は3万人余りであるが、2009年のGDPは69億1900万ドルで、チャドやベナンなどアフリカの人口1000万人程度の中規模国に匹敵する。また人口56万人を擁する鳥取県の県内総生産の30%程の経済規模である。2008年または2009年の1人当たり国民総所得は18万3150ドルで、世界銀行によれば、統計のある国連加盟国・非自治地域中トップであり、世界で最も裕福な地域の1つとされる。
主要な産業は観光で、特にカジノは、19世紀の一時期は国家収入の9割を占めていたこともある。なお、現在では5%以下であり、経営も半官半民のソシエテ・デ・バン・ド・メールへ移管されている。郵便切手の発行が重要な収入源となっていたこともある。
モナコはタックス・ヘイヴンのひとつとして知られており、（租税条約が結ばれている）他国からの移住者の多くは億万長者である。 2011年3月には、イギリスのシンクタンクにより世界第51位の金融センターと評価されている。
モナコは欧州連合の加盟国ではないが、フランスとの通商関係が緊密で、通貨もフランスと同じユーロを使用している。2002年以前はモナコも独自のフラン硬貨「モネガスク・フラン」を鋳造していた。現在も、各国が自由にデザインできる硬貨の裏面をモナコ独自のデザインにした独自のユーロ硬貨を製造する権利を有している。
化粧品製造が産業として確立しているため、周辺産業としてガラス加工、香水、化学薬品の製造が行われている。
同国にはモナコ労働組合連合という組織が存在する。この組織は1944年に設立されたモナコ最大の労働組合であり、欧州労働組合連合へ加盟している。

### タックス・ヘイヴン
モナコは個人居住者に対して所得税を課していない（1957年以降に移住したフランス国籍者は例外として税金をフランス政府に納める。これがフランスが併合を強要しない主な理由である）。所得税がないため、モナコ国外からほとんどの収入を得ている富裕者の多くがこの国にやってくる。F1ドライバーなどの有名人も多いが、その多くは実業家である。2000年のフランス国会議員は、モナコはカジノを含め、資金洗浄に対し監視が甘い政策で、モナコ政府による圧力があり司法当局が疑惑に対して適切に調査していないという疑いを報告した。
経済協力開発機構（OECD）のタックス・ヘイヴン報告では、モナコは2004年までリストアップされていなかったが、その後アンドラ、リヒテンシュタイン、リベリア、マーシャル諸島などと共に、財政情報の公開や提供に協力的でないとして、タックスヘイヴンとしてリストアップされた。国際通貨基金（IMF）も2003年までに他の36地域と共にタックスヘイヴンと認定した。

## 交通
モナコ国内の鉄道は、モナコ政府ではなく、フランス国鉄（SNCF）が運営する。マルセイユ～ニース～モンテカルロ～マントン～ヴェンティミーリア（イタリア）間の路線の一部を成している。モナコ国内の鉄道路線は約1.7kmである。

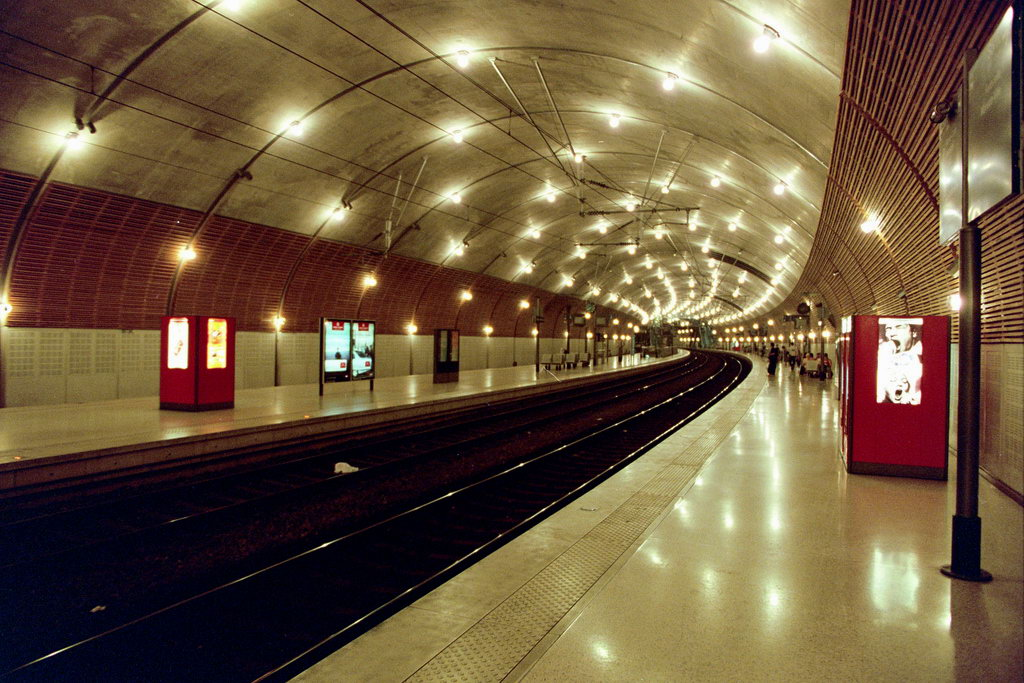
モンテカルロ駅

1867年にモナコ・モンテ＝カルロ駅が開業した。当初は地上に鉄道の線路が敷かれていたが、狭隘な土地の有効活用の目的もあり、1958年～1964年にかけて、モンテカルロ駅から東の区間を地下化した。その後1993年～1999年にかけて、モンテカルロ駅の移転・地下化と、モンテカルロ駅から西の区間を地下化した。これにより、モナコ国内の鉄道は、ほぼ全区間が地下線となっている。
パリから直通するTGVが1日1往復存在する。所要時間は約6時間。
モナコの海港は2ヶ所のみとなっている。
モナコには空港が存在しない。ヘリ・エア・モナコが同国で唯一の航空機関となっている。

## 科学技術
1960年にレーニエ3世の主導で、同国唯一の科学研究所である「モナコ科学研究所」が開設されている。

## 国民
モナコ国籍を保持する者は9,486人である。モナコには38,682人の住民が住んでいる。

### 民族
民族構成比率は、モナコの人口統計によれば、フランス系 28%、モナコ系 21%、イタリア系 19%、他 21%。
出生国別の人口は、モナコ 32.1%、フランス 19.9%、イタリア 15.3%、イギリス 5%、ベルギー 2.3%、スイス 2%、ドイツ 1.9%、ロシア 1.8%、アメリカ合衆国 1.1%、オランダ 1.1%、モロッコ 1%、他 16.6% (2016年統計)。

### 言語
言語は公用語に規定されているのはフランス語のみだが、その他リグリア語の一方言であるモナコ語、イタリア語、オック語の一つであるプロヴァンス語などが少数話される。また、外国籍者が多いことから英語も通じる。

### 宗教

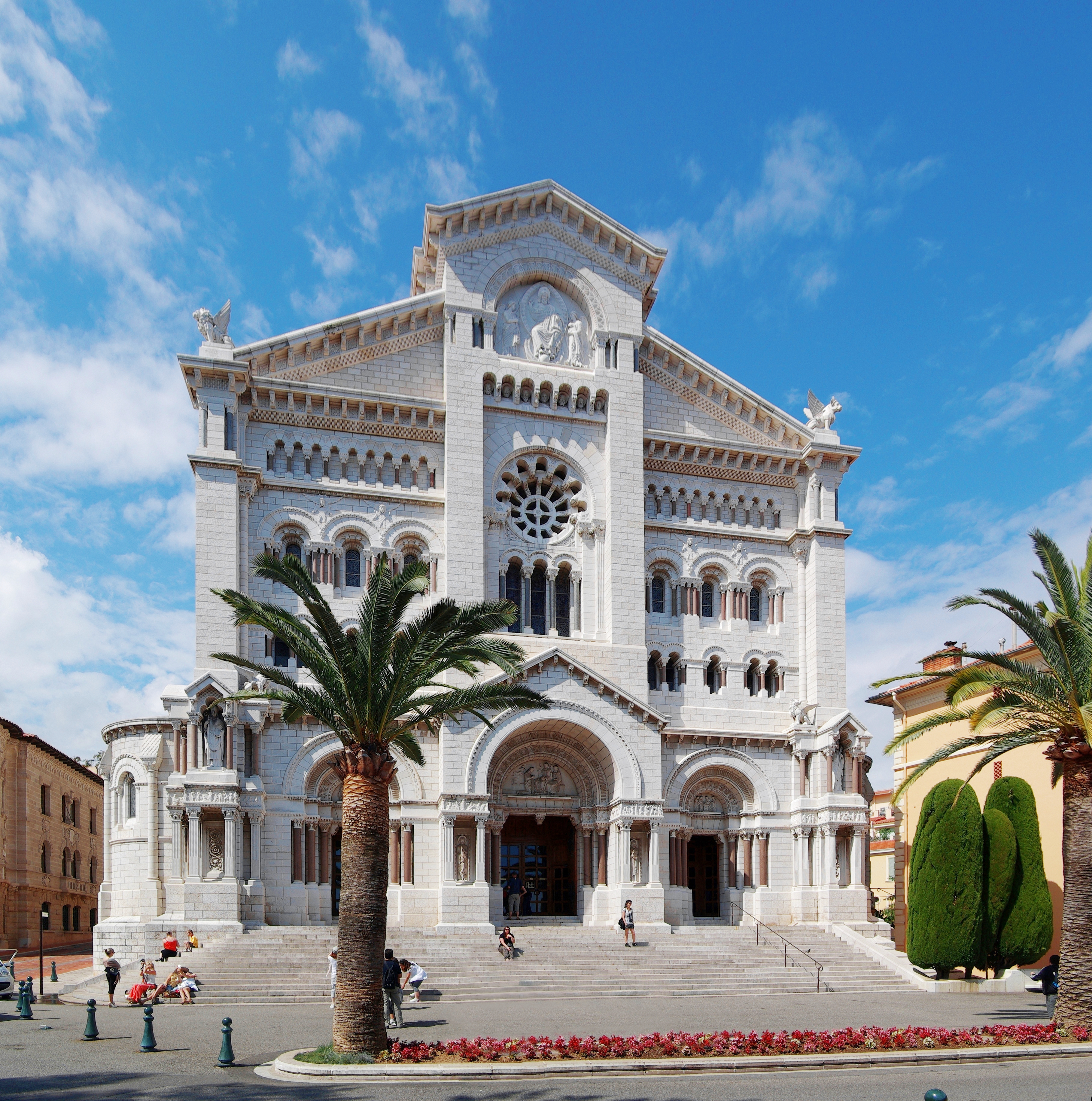
モナコ大聖堂

宗教はローマ・カトリックが90%である。また、信教の自由は憲法によって保証されている。

## 治安
モナコの治安は比較的良好とされているが、盗難などの犯罪被害に遭う可能性があるとの報告が挙げられている。

### 警察
モナコは世界で一人当たりの警察官の数が最も多い国の1つであり、38,000人の住民に対して517人の警官が存在している。

### 人権
モナコでは中絶が2009年から合法化されている。現在、この合法化を巡る問題が続いており現在も解決はしていない。

## マスコミ

### テレビ局
Monaco Info (Monaco Channel / MC Channel)と言う名の政府が出資する国際チャンネルと、Radio Monte Carlo TV (RMC TV)というRadio Monte Carlo Network が運営する音楽チャンネルでイタリアとモナコで放送されているもので二つのチャンネルがある。

## 文化

Fontvielle、モナコ

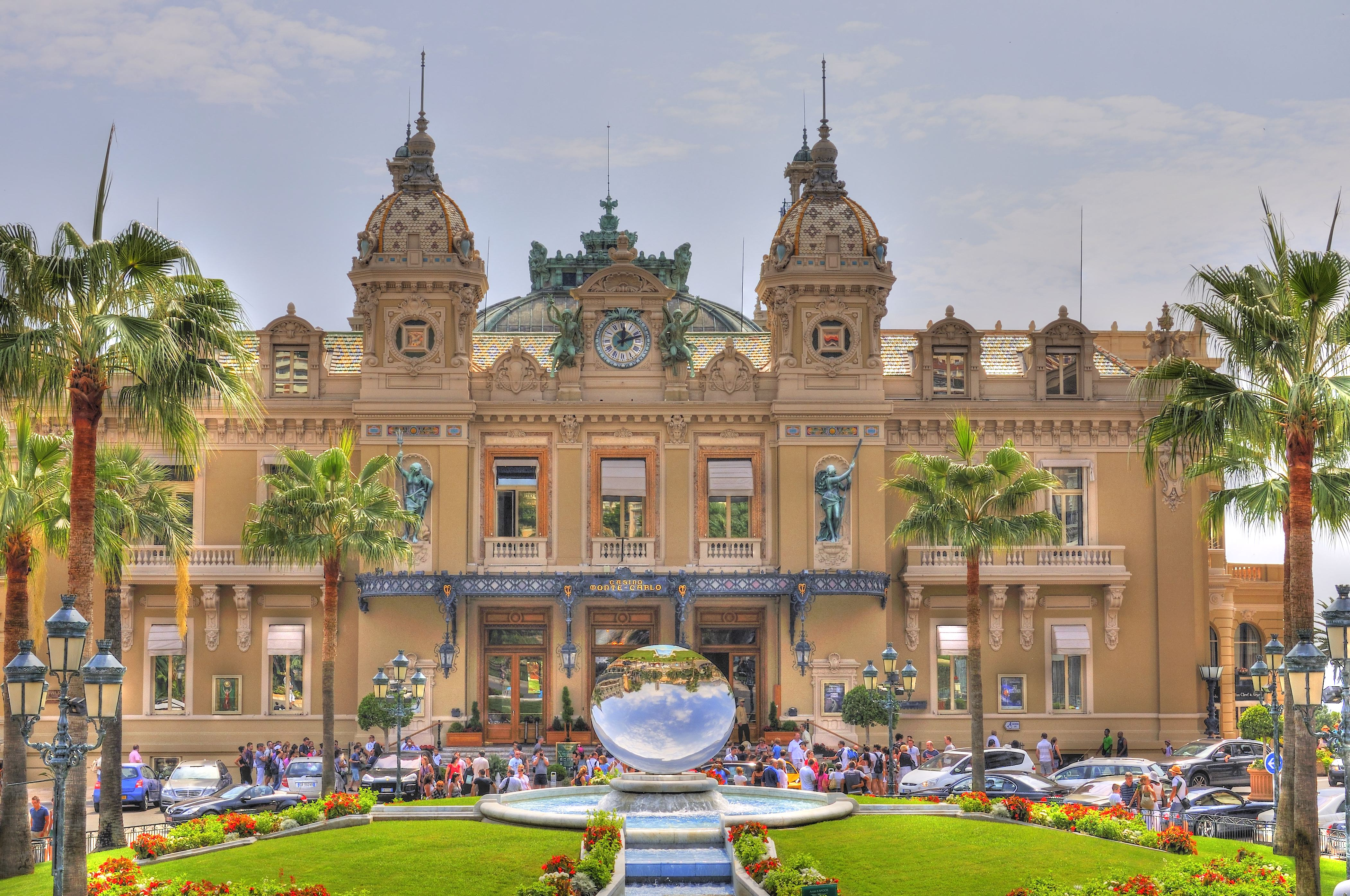
モンテカルロカジノ

### 食文化
モナコの料理はイタリアとフランスの食文化の影響を強く受けている面を持つ。

### 文学
ルイス・ノタリはモナコにおける「文学の父」として広く知られている。またノタリは、同国の国歌の歌詞を手掛けた人物でもある。

### 映画
モナコ国際映画祭が世界的に広く知られている。

### 世界遺産
モナコは現在、ヨーロッパにおける唯一の世界遺産未登録国である。

### 祝祭日
| 日付     | 日本語表記         | 現地語表記 | 備考 |
| -------- | ------------------ | ---------- | ---- |
| 1月1日   | 元日               |            |      |
| 1月27日  | 聖ディボートの日   |            |      |
| 3月～4月 | イースター         | 移動祝日   |      |
| 3月～4月 | イースターマンデー | 移動祝日   |      |
| 5月1日   | レイバーデー       |            |      |
| 5月      | キリスト昇天祭     | 移動祝日   |      |
| 5月      | ウィットサンデー   | 移動祝日   |      |
| 6月      | 聖体節             | 移動祝日   |      |
| 8月15日  | 聖母被昇天祭       |            |      |
| 11月1日  | 万聖節             |            |      |
| 11月19日 | ナショナルデー     |            |      |
| 12月8日  | 聖母受胎祭         |            |      |
| 12月25日 | クリスマス         |            |      |

### スポーツ
ASモナコ

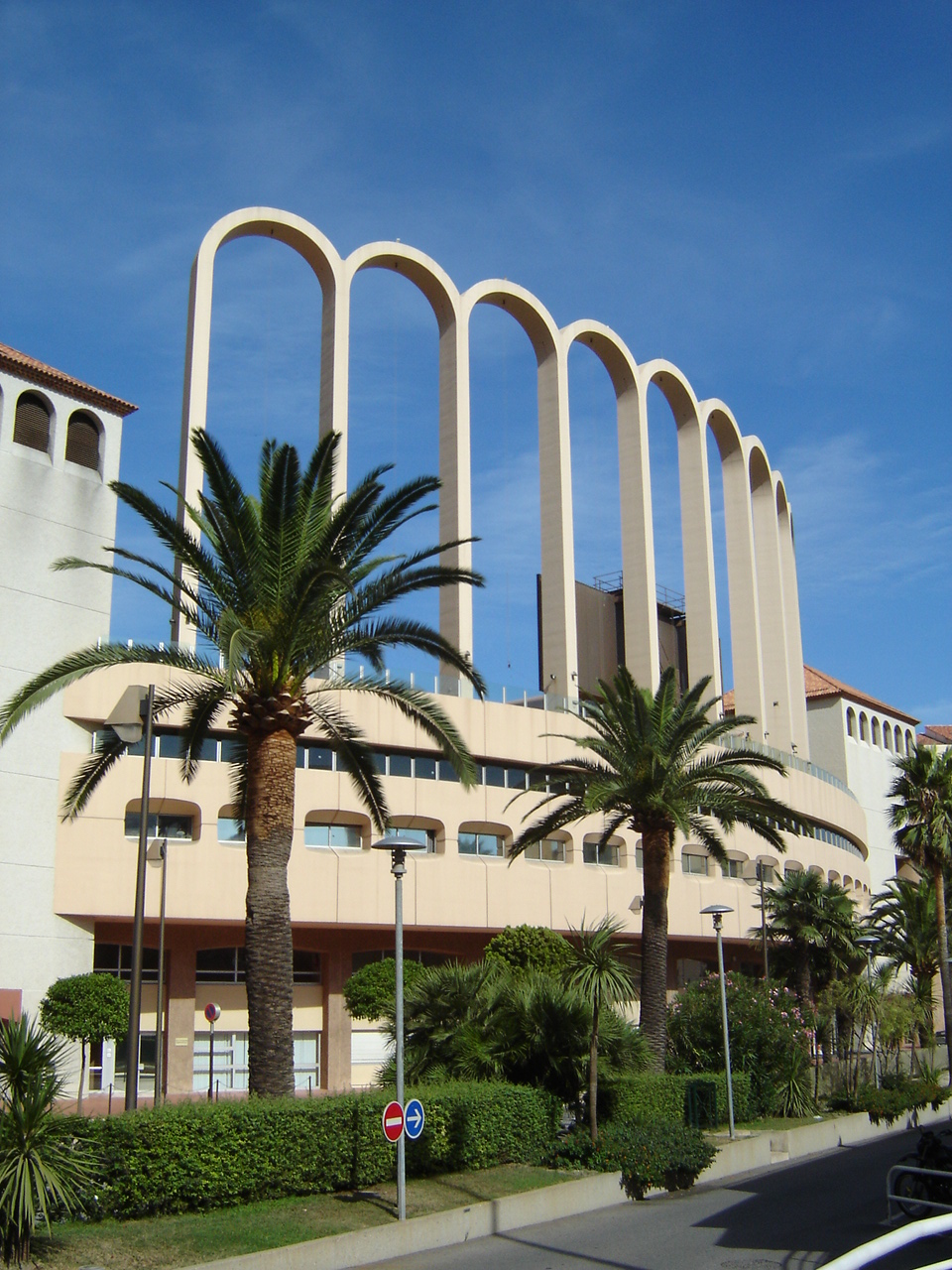
スタッド・ルイ・ドゥ

フランス・リーグ・アンで通算8度の優勝を誇っており、同リーグにおける強豪クラブの一つとなっている。ホームスタジアムは、フォン・ヴュエイユ地区にあるスタッド・ルイ・ドゥである。
UEFAチャンピオンズリーグでは2003-04シーズンに準優勝に輝いている。2016-17シーズンではキリアン・エムバペ、ベルナルド・シウバ、ラダメル・ファルカオ、ファビーニョなど数々のスター選手を擁し欧州ベスト4の成績を収めた。
モータースポーツ
モナコ国内ではフォーミュラ1のモナコグランプリや、WRCのラリー・モンテカルロなどの世界選手権大会が開催されている。
ヘラクレス
1987年に設立された陸上競技大会であり、会場はASモナコの本拠地でもあるスタッド・ルイ・ドゥで行われている。2010年以降はダイヤモンドリーグの1大会として開催されている。
モンテカルロ・マスターズ
男子プロテニス協会が主催し毎年4月末に行われている、国際テニス競技大会である。
欧州小国競技大会
モナコは第1回大会から参加しており、第2回大会と第12回大会がモナコで開催された。また、2025年にも3度目の開催が予定されている。

## 著名な関係者

### 主な出身者
- ドミニク・ストロス＝カーン - 経済学者、法律家、フランス社会党の政治家
- エルベ・ファルチアニ - 元銀行員IT担当
- ルイ・シロン - レーシングドライバー、元F1ドライバー
- オリビエ・ベレッタ - レーシングドライバー、元F1ドライバー
- シャルル・ルクレール - レーシングドライバー、F1ドライバー
- ポリーヌ・デュクリュエ - 飛込競技選手、モナコ公族
- オリヴィエ・ボスカリ - サッカー選手、ニースやPSVで活躍

### 主な居住者
- オーギュスト・エスコフィエ - モンテカルロで死去。フランス料理人
  - リッツ・ロンドンなどのシェフであり、"近代フランス料理の父"とも呼ばれる。
- マルティーヌ・キャロル - モンテカルロのホテルで死去。女優
- セシル・シャミナード - 晩年モナコ居住。ピアニスト、作曲家
- ジョセフィン・ベーカー - 埋葬地がモナコ墓地（フランス語版、英語版）。ジャズ歌手、女優
- ロジャー・ムーア - 埋葬地がモナコ墓地。俳優
- ジョシュア・チェプテゲイ[30] - 陸上競技選手。10000mの世界記録保持者
- ランド・ノリス - レーシングドライバー、F1ドライバー
- ドミトリー・リボロフレフ（英語版） - ASモナコの筆頭株主

### 日本人関係者
- 中田英寿[31] - 元サッカー選手、実業家。モナコ市民権取得
- 南野拓実[32] - サッカー選手。2022年6月28日にASモナコへ移籍
- デューク更家[33] - ウォーキングトレーナー
- 原田哲也[34] - 元オートバイ・ロードレースライダー
- 井上隆智穂 - レーシングドライバー、元F1ドライバー、実業家